# Kultura Fosna–Hensbacka

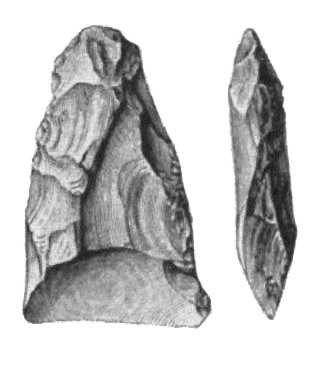
Nástroje nalezené v Östergötlandu

Kultura Fosna–Hensbacka, dříve spíše Kultura Fosna, byl komplex kultur pozdního paleolitu a raného mezolitu na jihovýchodě dnešního Norska a jihozápadě Švédska (oblast Bohuslän), který se rozvíjel v době okolo 8000 př. n. l. Někdy je za součást kultury považována i kultura Komsa na severním pobřeží, jakkoli překvapuje její dislokace a jiný typ kamenných nástrojů. Jméno Fosna je starý název Kristiansundu. Nejstarší osady kultury Fosna ve východním Norsku se nacházejí v Høgnipenu v Østfoldu. Nálezy z roku 2008 v Larviku mohou být ještě starší. Osady se nacházely v blízkosti mořského pobřeží, ale v důsledku neustálého zvedání povrchu po odlednění jsou nyní 60–70 metrů nad dnešní hladinou moře, Høgnipen dokonce 150 metrů. Většina švédských lokalit Hensbacka (cca 75 %) se nachází na ostrovech. Šlo o kulturu lovců a sběračů, její příslušníci se živili hlavně rybolovem a lovem tuleňů. Vyráběly kamenné nástroje, sekerky a kamenné hroty kopí a šípů. Kultura má patrně kořeny v ahrensburské kultuře v severním Německu.  